# VG-1.1
La antigua Vía de Alta Capacidad del Barbanza era una vía para automóviles de la Junta de Galicia que transcurre entre Padrón y Ribeira, diseñada como una carretera limitada a 100 km/h (velocidad máxima para vías de alta capacidad y altas prestaciones, 90 km/h en la actualidad). Cumplen los estándares de doble calzada (autovía) y había desdoblada totalmente en los finales del año 2008. La longitud contaba un total de 40,06 kilómetros y solo 1 carril por sentido.
A finales de 1984, iniciaron las obras del primer tramo de esta antigua vía para automóviles, no proyectaba como "vía rápida", sino, proyectaba una variante que transcurre por el sur de Padrón para descongestionar el tráfico de la travesía de Lestrove, con la conexión de la carretera nacional N-550 a la antigua carretera comarcal C-550 de unos 1,6 kilómetros de longitud sin la conexión con la AP-9 que, posteriormente, fue inaugurado en los finales de 1990, con el tramo de Santiago de Compostela (sur)-Padrón. Esta dicha variante fue inaugurado por Gerardo Fernández Albor, el 29 de octubre de 1985 contado una inversión de unos 311 millones de pesetas.
A finales de 1989 iniciaron las obras del tramo Dodro-Rianjo como primer tramo de unos 10,8 kilómetros de longitud, proyectaba como "autovía comarcal" y luego cambiaron a "vial comarcal" y fue inaugurado por Xosé Cuíña, el 22 de abril de 1992, con la inversión de unos 775.169.640 pesetas. Los dos siguientes tramos, Boiro-Puebla del Caramiñal y Puebla del Caramiñal-Ribeira de unos 17 kilómetros de longitud fue inaugurado por Manuel Fraga el 30 de julio de 1994, con la inversión de más de 2.200 millones de pesetas. El siguiente tramo Rianjo-Boiro que le completa el recorrido sin el acceso directo a la AP-9 y N-550, fue inaugurado el 11 de noviembre de 1994 y contaba unos 6,5 kilómetros de longitud y inversión de unos 1.800 millones de pesetas.
El último tramo, la conexión con la variante sur de Padrón en el tramo Padrón-Dodro fue inaugurado por Manuel Fraga, el 23 de junio de 2001, de unos 9 kilómetros de longitud y inversión de unos 1.600 millones de pesetas (9.616.540 euros), aparte de unos 1,6 kilómetros de la variante sur de Padrón que fue reformada para conversar en vía para automóviles.
El 16 de diciembre de 2008, tras varios tramos parciales, el tramo completo queda conversado en autovía AG-11 en la totalidad desde Padrón hasta Ribeira después de 23 años como carretera y fue descatalogada oficialmente de la red de Carreteras de la Junta de Galicia.
La vía rápida del Barbanza se convirtió desde su puesta en servicio en el año 1994 en una de las vías más peligrosas de Galicia, con un total de 56 muertos hasta su conversión en autovía en el año 2008.

## Tramos

### Tramos originalesVG-1.1
| Denominación | Tramo                                                                                       | Kilómetros | Año servicio |
| ------------ | ------------------------------------------------------------------------------------------- | ---------- | ------------ |
| VG-1.1       | Variante sur de Padrón Tramo: N-550 AP-9 Padrón - AC-305 AC-307 Lestrove Enlace con la AP-9 | 1,6        | 1985 1990    |
| VG-1.1       | AC-305 AC-307 Lestrove - AC-305 Bexo                                                        | 8          | 2001         |
| VG-1.1       | AC-305 Bexo - DP-7204 Taragoña                                                              | 10,8       | 1992         |
| VG-1.1       | DP-7204 Taragoña - AC-305 Boiro                                                             | 4,2        | 1994         |
| VG-1.1       | AC-305 Boiro - AC-550 DP-7301 Ribeira                                                       | 17         | 1994         |

### Conversión enAG-11
| Denominación | Tramo                                                                   | Kilómetros | Año servicio                                            |
| ------------ | ----------------------------------------------------------------------- | ---------- | ------------------------------------------------------- |
| AG-11        | N-550 AP-9 Padrón - AC-305 AC-307 Lestrove Tramo parcial Tramo completo | 1,5 1,5    | 1 carril por sentido: 2008 2 carriles por sentido: 2008 |
| AG-11        | AC-305 AC-307 Lestrove - DP-7203 Rianjo Tramo parcial Tramo completo    | 15,5 15,5  | 1 carril por sentido: 2008 2 carriles por sentido: 2008 |
| AG-11        | DP-7203 Rianjo - AC-305 Boiro Tramo parcial Tramo completo              | 6 6        | 1 carril por sentido: 2008 2 carriles por sentido: 2008 |
| AG-11        | AC-305 Boiro - DP-7310 Palmeira Tramo parcial Tramo completo            | 15 15      | 1 carril por sentido: 2008 2 carriles por sentido: 2008 |
| AG-11        | DP-7310 Palmeira - AC-550 DP-7301 Ribeira Tramo parcial Tramo completo  | 2 2        | 1 carril por sentido: 2008 2 carriles por sentido: 2008 |